# Krzeczewicze
Krzeczewicze (ukr. Кричевичі, Kryczewyczi) – wieś na Ukrainie, w obwodzie wołyńskim, w rejonie kowelskim. W 2001 roku liczyła 818 mieszkańców.